# Хименес, Стивен
Стивен Хименес (англ. Stiven Jimenez; род. 24 июня 2007 года, Ривердейл-Парк, Мэриленд, США) — американский футболист, полузащитник американского клуба «Цинциннати».

## Клубная карьера
Родился в Ривердейл-Парк, штат Мэриленд в семье бизнесмена мексиканского происхождения Уилсона Матоса и сальвадорки. В 2019 году уехал в Бразилию, чтобы играть в мини-футбол в составе «Пуло де Гато». Признавался лучшим игроком чемпионата штата Сан-Паулу до 13 лет, привлёк внимание таких клубов, как «Сантос», «Гремио» и «Ред Булл Брагантино». Однако вернулся в США, где присоединился к академии «Цинциннати». 7 ноября 2022 года как домашний игрок подписал с клубом контракт до 2025 года с опцией продления на 2026 и 2027 годы, став при этом самым молодым игроком «Цинциннати» в истории. 28 марта 2023 года в составе второй команды в матче против «Торонто II» дебютировал в MLS Next Pro в возрасте 15 лет, 9 месяцев и 4 дней. Первым результативным действием отметился 30 апреля в игре с «Нью-Инглэнд Революшн II», отдав голевую передачу на гол Аркимидеса Ордоньеса. За первую команду в MLS дебютировал 21 июня в матче против «Торонто», заменив на 90-й минуте Юя Кубо. Выйдя на поле в возрасте 15 лет и 362 дней, Хименес стал самым молодым дебютантом лиги в том сезоне и пятым в истории.

## Карьера в сборной
Имеет право представлять сборные США, Мексики и Сальвадора. В февраля 2022 года получил вызов на тренировочные сборные сборной США до 15 лет, а в мае того же года — сборной Мексики до 16 лет. Спустя года был включён в заявку сборной США до 16 лет на Международный кубок мечты. Дебютировал 31 мая в матче против сборной Японии. В июле 2024 года получил вызов в сборную Мексики до 18 лет.